# Jewgeni Boljakin
Jewgeni Olegowitsch Boljakin (russisch Евгений Олегович Болякин; * 20. April 1990 in Qaraghandy, Kasachische SSR) ist ein kasachischer Eishockeyspieler, der seit 2010 bei Torpedo Ust-Kamenogorsk in der Wysschaja Hockey-Liga unter Vertrag steht. Sein Vater Oleg war ebenfalls ein professioneller Eishockeyspieler und ist mittlerweile als Trainer tätig. 

## Karriere
Jewgeni Boljakin begann seine Karriere als Eishockeyspieler im Nachwuchsbereich von Kasachmys Karaganda. Für dessen zweite Mannschaft spielte er von 2003 bis 2007 überwiegend in der Perwaja Liga, der dritten russischen Spielklasse. Zudem kam er in der Saison 2004/05 zu 20 Einsätzen in der kasachischen Eishockeymeisterschaft. Nach dem Umzug der Mannschaft nach Sätbajew im Anschluss an die Saison 2005/06 blieb der Verteidiger dem Club noch eine Spielzeit lang als 3. Liga-Spieler erhalten. Die Saison 2007/08 verbrachte der Junioren-Nationalspieler für den HK Irtysch Pawlodar parallel in der Perwaja Liga, sowie der kasachischen Meisterschaft. 
Im Sommer 2008 erhielt Boljakin einen Vertrag bei Amur Chabarowsk aus der neugegründeten Kontinentalen Hockey-Liga. Dort konnte er sich in seinem ersten Jahr jedoch nicht durchsetzen, so dass er nur auf neun Einsätze in der KHL kam. Daher wurde der Kasache an den HK Sary-Arka Karaganda aus seiner Heimat abgegeben, für den er in der zweiten russischen Spielklasse, der Wysschaja Liga, auf dem Eis stand. Für die Saison 2009/10 unterschrieb der Linksschütze beim KHL-Club HK Spartak Moskau, für den er allerdings nur 13 Spiele in der KHL bestritt. Seit der Saison 2010/11 spielt er für Torpedo Ust-Kamenogorsk in der neuen zweiten russischen Spielklasse, der Wysschaja Hockey-Liga.  

### International
Für Kasachstan nahm Boljakin an den U18-Junioren-B-Weltmeisterschaften 2007 und 2008, sowie den U20-Junioren-Weltmeisterschaften 2008 und 2009 teil. 

## KHL-Statistik
(Stand: Ende der Saison 2010/11)